# Князев, Владимир Валерианович
Владимир Валерьянович Князев (06.10.1845 — 12.1929) — полтавский губернатор. Тайный советник.
Брат адмирала Михаила Валериановича Князева.

## Биография
Происходил из дворян Тульской губернии. В семье Валериана Сергеевича Князева (1814—1874) и Анастасии Николаевны Князевой (Куроедовой) (1815—1907) было 10 сыновей и 7 дочерей. Пятеро средних сыновей (Дмитрий, Илья, Владимир, Валериан и Алексей) первоначально обучались в 1-й петербургской гимназии, откуда переходили затем в Александровский лицей. Наиболее успешными в обучении были Алексей (окончивший лицей в 1869 году с золотой медалью; умер в 1872) и Дмитрий (в 1860 году получил серебряную медаль). Владимир Князев окончил лицей в 1866 году и с чином губернского секретаря 3 декабря определился на службу в Министерство финансов. Некоторое время послу Лицея учился живописи в Париже, где познакомился с Айвазовским. Затем был откомандирован для занятий во 2-е отделение 5-го департамента Правительствующего сената и в том же году причислен к Министерству государственных имуществ с прикомандированием для занятий к временному отделу по земельному устройству государственных крестьян; 7 февраля 1868 года был назначен помощником столоначальника в бывшую Кадастро-люстрационную комиссию при временном отделе по земельному устройству государственных крестьян.
В 1869 году — акцизный надзиратель Туркестанского края. В 1870 году, сначала — помощник столоначальника канцелярии оренбургского губернатора, затем — столоначальник иррегулярного отделения канцелярии оренбургского генерал-губернатора. С 12 мая 1871 года был командирован в Оренбургскую и Уфимскую губернии для ревизии башкирских волостных судов. В этом же году 13 октября назначен чиновником особых поручений VII класса при Оренбургском генерал-губернаторе.
В 1875 году Князев был уволен от службы согласно прошению и в этом же году определён в число состоящих при московском генерал-губернаторе чиновников для поручений; с 1876 года — камер-юнкер.
С 26 марта 1883 года был почётным членом Московского Совета детских приютов. В 1884 году причислен к Министерству государственных имуществ и в 1886 оду был назначен чиновником особых поручений при управлении государственными имуществами Московской и Тверской губерний. В 1890 году, с 14 декабря — советник Московского губернского правления, а в 1892 году, с 14 октября — старший советник.
С 29 ноября 1897 года был назначен екатеринославским вице-губернатором. На этой должности в 1898 году был пожалован званием камергера и произведён 5 апреля в действительные статские советники.
31 октября 1904 года назначен членом Совета министра внутренних дел.
17 июня 1906 года получил назначение на должность полтавского губернатора, которую занимал до 20 октября 1908 года, когда был, согласно прошению, уволен от службы в чине тайного советника.
Жена — Александра Адальбертовна Князева (Орда), 1847?-20.04.1917. Детей не имел.
Владимир Валерианович Князев был прекрасным музыкантом и художником.
После революции жил в Москве, вместе с племянницами А. К. Броневской (Голицыной) и А. К. Михневич (Голицыной), в доходном доме Лапермана в Петровском парке. Представителями Московской еврейской диаспоры в Москве в 1923 году ему была выхлопотана пенсия, в благодарность за недопущение погромов в Полтаве, в бытность его губернатором.
Скончался в Москве в декабре 1929 году. Похоронен в семейной могиле Князевых на Ваганьковском кладбище (участок № 24).

## Награды
российские
- орден Св. Станислава 2-й ст. (1874)
- орден Св. Анны 2-й ст. (1878)
- орден Св. Владимира 3-й ст. (1900)
- орден Св. Станислава 1-й ст. (1903)
- орден Св. Анны 1-й ст. (1906)

иностранные
- персидский орден Льва и Солнца 1-й ст. (1902)
- бухарский орден Золотой звезды 1-й ст. (1903)